# Hindú
La palabra hindú (Hindustani: [ˈɦɪndu] ; /ˈhɪnduːz/) proviene del idioma persa hindu (ہندو), que era la manera en que los persas pronunciaban el nombre del río Sindhu (en español, el río Indo, que antiguamente era la frontera de Indostán).
Su aparición más antigua conocida data del tiempo de Darío I (549-486 a. C.), bajo la forma hindush, mencionada en una inscripción en avéstico. El nombre designaba al pueblo del contemporáneo subcontinente indio. Después de las conquistas musulmanas del siglo XI, originarias de Persia y Asia Central, este nombre comenzó a ser utilizado también en la India.
En español, el vocablo hindú no siempre significa lo mismo que indio, a pesar de que en ocasiones se utilicen el primero y el segundo indistintamente. Según la Real Academia Española, «indio» se refiere, en primer lugar, a la persona natural de la India. En una posterior acepción, se refiere a los pueblos o razas indígenas de América. Por el contrario, «hindú» es la persona que profesa el hinduismo, aunque también ha pasado a designar al perteneciente o relativo al Indostán, región que engloba a India, Pakistán, Bangladés, Sri Lanka, las Maldivas, Bután y Nepal. Por ello, la RAE recomienda que el uso de «hindú» como gentilicio no induzca a confusión con su sentido religioso, en cuyo caso habría que emplear «indio» para referirse a la India. Por otra parte, la polisemia de «hindú» ha dado lugar a la creación del término «hinduista» para el uso específicamente religioso.
En la mayoría de los países americanos se utiliza el término hindú para referirse a los nativos de la India, mientras que el término indio se aplica a los aborígenes americanos. Se emplea de esta manera para evitar confusiones. 

## enlaces externos
- The Origin and Definition of the Name Hindu

- Datos: Q10090
- Multimedia: Hindus / Q10090